# Đại học Kỹ thuật Madrid

Đại học Kỹ thuật Madrid hay đôi khi được gọi là Đại học Bách khoa Madrid   (tiếng Tây Ban Nha: Universidad Politécnica de Madrid   là một trường đại học Tây Ban Nha, nằm ở Madrid. Nó được thành lập vào năm 1971 như là kết quả của việc sáp nhập các trường Kỹ thuật và Kiến trúc Kỹ thuật khác nhau, có nguồn gốc chủ yếu vào thế kỷ 18. Hơn 35.000 sinh viên tham dự các lớp học trong năm. với số giảng viên 2969 người (thời điểm tháng 1 năm 2017)
Theo bảng xếp hạng đại học hàng năm do El Mundo thực hiện, Đại học Kỹ thuật Madrid được xếp hạng là trường đại học kỹ thuật hàng đầu ở Tây Ban Nha, và thứ hai chung cuộc. Phần lớn các trường Kỹ thuật của nó luôn được xếp hạng là các tổ chức học thuật hàng đầu ở Tây Ban Nha trong các lĩnh vực của họ, và trong số các trường tốt nhất ở châu Âu.
UPM là một phần của mạng TIME, tập hợp năm mươi trường kỹ thuật trên khắp châu Âu.